# The Greatest American Hero
The Greatest American Hero (‘El Más Grande Héroe Estadounidense’) es una serie de televisión estadounidense creada por Stephen J. Cannell. En España, chile y Argentina se conoció como El gran héroe americano, en Colombia como El superhéroe americano y en México como Súper héroe por accidente.
La serie fue estrenada con la transmisión de un episodio piloto el 18 de marzo de 1981. Fue emitida de 1981 a 1983 por la cadena ABC.
Consta de 44 capítulos repartidos en tres temporadas y un episodio piloto de otra nueva serie en 1986. La primera compuesta de 8; la segunda por 22; y la tercera contó con 13 episodios.

## Protagonistas
William Katt protagoniza la serie en el papel del profesor Ralph Hinkley. Robert Culp hace del agente federal Bill Maxwell, y Connie Sellecca de la abogada Pam Davidson, quien en los episodios finales pasa a ser la señora Hinkley. También intervienen Michael Paré, Faye Grant, Jesse D. Goins, y Don Cervantes, en el papel de alumnos. Brandon Williams interpreta a Kevin Hinkley, el hijo de Ralph de un matrimonio anterior.

## Argumento

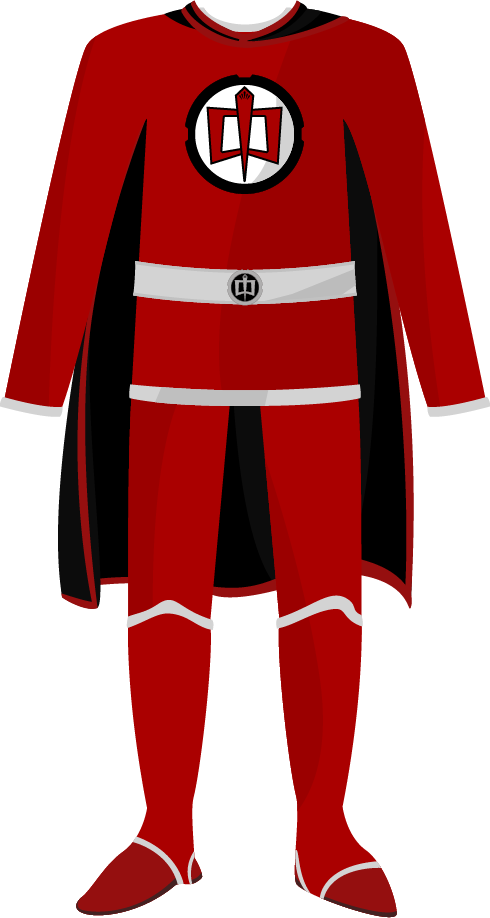
El traje que Ralph Hinkley recibe de los extraterrestres.

La serie es una comedia dramática. Ralph Hinkley es un profesor de "alumnos con problemas de conducta". Un día decide salir de excursión en autobús al desierto con ellos. Durante el camino tropieza con un agente del FBI en un bar, con el que tiene que mediar en una discusión entre él y un alumno suyo. Luego, al caer la noche, ya en pleno desierto, el autobús se avería y tiene que dejar a los alumnos solos e ir a buscar ayuda. Entonces se tropieza con el coche de Bill Maxwell, y ambos son sorprendidos por una nave espacial que les ofrece, a través de un hombre negro (compañero de Maxwell que fue asesinado y recogido por los extraterrestres), un traje con poderes especiales, el cual debe utilizar Ralph Hinkley para solucionar los problemas del mundo, para evitar que cayese en malas manos solo funciona con él.
Ralph decide que el traje debe ser entregado a las autoridades, pero el agente del FBI lo convence para que sea usado contra el crimen, y específicamente en los casos que le son asignados a él.
La historia se complica cuando al volver pierde el manual de instrucciones en el desierto y tiene que comprender el manejo del traje a base de prueba y error, lo que provoca más de una carcajada en el espectador y más de un tortazo y lío al protagonista.
Los poderes básicos que el traje muestra durante la serie (que Ralph logra descubrir), son los siguientes: volar, resistencia a disparos y golpes, super fuerza, invisibilidad, precognición, telekinesia, visión de cosas que suceden en lugares remotos, supervelocidad y psicometría. En un episodio el traje se ve alterado por una alta exposición al plutonio, desarrollando el poder de dominar las mentes. Y en otro capítulo se vuelve magnético por una alteración debida a una alta exposición eléctrica.
Pam Davidson es la novia que lo acompaña en casi todas sus aventuras. Desde mediados de la tercera temporada se convierte en su esposa. En muchos episodios son acompañados por sus estudiantes, que desconocen la existencia del traje, pero le ayudan a resolver algunos de sus problemas.
El tema central de la banda sonora de la serie se llama Believe It or Not, fue compuesto por Mike Post (música) y Stephen Geyer (letra) y cantado por Joey Scarbury. Fue todo un éxito en su época, y estuvo durante un tiempo como número uno en EE. UU. Esta pegadiza sintonía se ha usado varias veces en series y películas posteriores, incluso se realizó una adaptación en español titulada Lo creas o no cantada por el grupo Mocedades.
La serie fue interrumpida debido a las constantes demandas por parte de los editores de Superman, DC Comics, que alegaban un plagio con respecto a su personaje. Los productores, ante este problema, decidieron cortar la emisión pese al éxito que estaba obteniendo la serie. Otro gran dilema fue que el apellido usado por el protagonista en la serie "Hinkley", era el mismo de la persona que atentó contra el presidente de los Estados Unidos por aquel entonces Ronald Reagan, se llamaba John Hinckley, por lo tanto en la primera temporada se vieron obligados a cambiarlo por "Hanley".

### La secuela: el piloto fallido
En 1986, Stephen J. Cannell propuso volver a reanudar la serie, aceptaron, pero William Katt se negó a volver a interpretar el personaje. Se pensó en esta ocasión en una chica como heroína. En el episodio piloto de esta nueva temporada (el único que se llegó a realizar) se pudo contar con el equipo protagonista de las anteriores, para hacer una despedida del personaje de Ralph y su esposa, Pam Davidson. El argumento de este episodio era que el gobierno de EE. UU. y la sociedad en general descubren el traje de Ralph y sus habilidades, lo que lo convierte en un personaje famoso que empieza a acudir asiduamente a un programa nocturno de televisión. Esto produce preocupación en los extraterrestres, que le piden que deje de usar el traje y se lo pase a otra persona, para que la sociedad se olvide de él. Proponen mantener a Bill Maxwell para que sea compañero de esa persona. Ralph decide entregarlo a una chica a la que ve con valores y principios adecuados para llevarlo, lo que conlleva el enfado de Bill, aunque termina aceptando. Este episodio fue considerado un fracaso por los productores y no llegó a ser emitido. Apareció a la venta en EE. UU., al editarse la serie en DVD, como contenido extra.
El gran héroe americano volvió a estar de actualidad en otoño de 2008 debido a la aparición de una serie de cómics compuesta de seis números editados por Arcana Studios junto a Catastrophic Comics, compañía perteneciente al actor William Katt. Estos cómics están guionizados por el propio Katt junto a Christopher Folino y Sean O'Reilly, y dibujados por Clint Hilinski.
Además, se preparaba una serie de cortos de animación. En 2008 se informó sobre la intención de rodar una película sobre el personaje con la participación de los actores y personajes de la serie clásica. En principio, dicho largometraje iba a comenzar a rodarse en julio de dicho año, siendo su realizador Stephen Herek (El hombre de la casa, Rock star, Siete días y una vida, 101 dálmatas, más vivos que nunca) y su productor Stephen J. Cannell, el propio creador de la serie de televisión. Sin embargo, Olsen cuenta que el presupuesto del filme era muy elevado y finalmente no se pudo encontrar la financiación requerida para sacarlo adelante (en su momento se dijo que Disney iba a participar en este proyecto, pero se supone que sus dirigentes optaron por abandonarlo). A mediados del 2014 la FOX anunció una nueva versión de la serie que no llegó a realizarse.

## Lista de episodios
Temporada 1
1.º Episodio Piloto.
2.º El Coche Trampa.
3.º Te Estoy Mirando, Muchacho.
4.º Un Sábado En El Sunset Boulevard.
5.º Reseda Rose.
6.º Mis Héroes Siempre Han Sido Cowboys.
7.º El Incendiario.
8.º El Mejor Panorama Sobre La Mesa.
Temporada 2
1.º Una Pelota A 320 
km/h.
2.º Operación Aguafiestas.
3.º No Juegues Con Jim.
4.º Un Asunto En El Caribe.
5.º Salvajes En Moto.
6.º Plaga.
7.º Gas Letal.
8.º Ahora Ya Lo Ves.
9.º La Bestia Negra.
10.º El Diablo Perdido.
11.º Tren Mortal.
12.º Olor A Lilas Sr. Maxwell.
13.º Locura Oriental.
14.º Circo De Tres Pistas.
15.º Desde Aquí Colina Abajo.
16.º El Diablo Y El Profundo Mar Azul.
17.º La Sacudida Te Matará.
18.º Sueños.
19.º El Buen Samaritano.
20.º No Tenemos Facturas.
21.º El Capitán Bellybuster.
22.º Quien Liga En América.
Temporada 3
1.º El Precio Exacto.
2.º 30 Segundos Sobre Pequeño Tokio.
3.º Divorcio A La Venusiana.
4.º Las Noticias De Las Once.
5.º La Resurrección De Carlini.
6.º Dragones Y Mazmorras.
7.º Experimento Genético.
8.º Para Eso Tengo Este Traje.
9.º El Juego De Volverse A Casar.
10.º Desesperado.
11.º Vigilante Espacial.
12.º Es Solo Rock&Roll.
13.º Exceso De Vanidad.

## Curiosidades
El símbolo que lleva en la pechera el traje de Ralph Hinkley es una versión caprichosa del carácter chino 中 (zhōng en pinyin), que significa «centro» o «medio», un carácter fundamental en China, puesto que forma parte del nombre del país: Zhōngguó, el Imperio del Centro.
El kanji japonés para «centro» o «medio» es el mismo y se lee naka.
En la serie The Big Bang Theory, el personaje de Sheldon Cooper lleva en ocasiones una camiseta roja con el mismo símbolo que el gran héroe americano.
Como el propio Stephen J. Cannell comentó en el primer DVD de la serie, realmente el emblema se le ocurrió viendo en su escritorio de trabajo, mientras estaban confeccionando el traje, unas tijeras. El encargado del diseño de vestuario le preguntó por la forma que tendría, pero todavía no lo tenía pensado, este cogió las tijeras y las puso boca abajo, indicándole como debía de ser el logo, Cannell estuvo de acuerdo con la idea.
En el episodio 14 de la primera temporada de la serie El equipo A (The A-Team), aproximadamente entre el minuto 2:20 y 2:25, puede verse a uno de los especialistas que va conduciendo la furgoneta del equipo, vistiendo el traje de superhéroe de Ralph. En el episodio piloto y los dos siguientes de la serie, se usa la misma tipografía de The Greatest American Hero en los títulos de crédito.

## Premios

### Primetime Emmy Awards
| Año  | Categoría                                            | Cadena | Nominación | Resultado  |
| ---- | ---------------------------------------------------- | ------ | --- | ---------- |
| 1981 | Outstanding Writing in a Comedy Series               | ABC    | Stephen J. Cannell (writer)                                                                                            | Nominación |
| 1981 | Outstanding Achievement in Film Editing for a Series | ABC    | Christopher Nelson editor                                                                                              | Nominación |
| 1982 | Outstanding Achievement in Music and Lyrics          | ABC    | Stephen Geyer (composer and lyricist)                                                                                  | Nominación |
| 1982 | Outstanding Video Tape Editing for a Series          | ABC    | John Carrol (editor) Mario DiMambro (editor) Dave Goldson (editor) Art Schneider (editor) Roderic G. Stephens (editor) | Nominación |

### Saturn Awards Academy of Science Fiction, Fantasy & Horror Films, USA
| Año  | Categoría                         | Nominación                 | Resultado |
| ---- | --------------------------------- | -------------------------- | --------- |
| 2006 | Best DVD Retro Television Release | THE GREATEST AMERICAN HERO | Ganador   |